# Kreis Finsterwalde
Der Kreis Finsterwalde war ein Kreis in der DDR und bestand als Teil des Bezirkes Cottbus in der Zeit zwischen 1952 und 1990. Er entstand aus dem Landkreis Luckau. Von 1990 bis 1993 bestand er als Landkreis Finsterwalde im Land Brandenburg fort. Sein Gebiet liegt heute im Landkreis Elbe-Elster in Brandenburg. Der Sitz der Kreisverwaltung befand sich in Finsterwalde.

## Geographie

### Nachbarkreise
Der Kreis Finsterwalde grenzte im Uhrzeigersinn im Norden beginnend an die Kreise Luckau, Calau, Senftenberg, Bad Liebenwerda und Herzberg.

## Geschichte
Im Zuge der Verwaltungsreform der DDR vom 25. Juli 1952 wurde der Kreis Finsterwalde aus Teilen des bisherigen Landkreises Luckau neu errichtet. Bis zum Ende der DDR blieb diese Kreiseinteilung stabil. Am 17. Mai 1990 wurde der Kreis in Landkreis Finsterwalde umbenannt. Mit der Wiedervereinigung 1990 wurde der Landkreis Finsterwalde ein Landkreis nach deutschem Kommunalrecht. Am 6. Dezember 1993 ging der Landkreis Finsterwalde im Zuge der Kreisreform in Brandenburg mit den Landkreisen Herzberg und Bad Liebenwerda im Landkreis Elbe-Elster auf.

## Politik

### Verwaltungsstruktur
Vorsitzender des Rates des Kreises
Erster Stellvertreter des Vorsitzenden des Rates
Stellvertreter des Vorsitzenden des Rates und Vorsitzender der Kreisplankommission
Stellvertreter des Vorsitzenden des Rates und Vorsitzender des Rates für Landwirtschaft und Nahrungsgüterproduktion
Stellvertreter des Vorsitzenden des Rates für Inneres
Stellvertreter des Vorsitzenden des Rates für Handel und Versorgung
Sekretär des Rates
Mitglieder des Rates
- für Finanzen und Preise
- Kreisbaudirektor
- für Wohnungspolitik und Wohnungswirtschaft
- für Arbeit
- für örtliche Versorgungswirtschaft
- für Energie
- für Verkehrs- und Nachrichtenwesen
- für Umweltschutz, Wasserwirtschaft und Erholungswesen
- Kreisschulrat
- für Kultur
- für Jugendfragen, Körperkultur und Sport
- Kreisarzt

### Vorsitzende des Rates des Kreises und Landräte (Auswahl)
| Amtszeit  | Name          |
| --------- | ------------- |
| 1990–1994 | Diethard Haas |

## Gemeinden des Kreises
1952 hatte der Kreis Finsterwalde 60 Gemeinden und Städte. Die Zahl verringert sich durch Eingemeindungen und Gemeindezusammenschlüsse bis 1990.
- Arenzhain
- Babben
- Bahren (Gründung am 1. Juli 1977)
  - Bergheide (am 1. Januar 1988 Eingliederung in die Stadt Finsterwalde)
- Betten
  - Birkwalde (seit 1. Oktober 1973 Ortsteil von Breitenau)
- Breitenau (1. Oktober 1973: Eingliederung von Birkwalde und Möllendorf in Breitenau)
- Brenitz
- Buchhain
- Crinitz
  - Dabern (seit 1. Januar 1978 Ortsteil von Goßmar)
- Doberlug-Kirchhain
- Dollenchen (seit 19. Mai 1974 mit Ortsteil Zürchel)
  - Drößig (seit 19. Mai 1974: Ortsteil von Eichholz-Drößig)
- Dübrichen
  - Eichholz (19. Mai 1974: Zusammenschluss von Eichholz und Drößig zu Eichholz-Drößig, seither Ortsteil von Eichholz-Drößig)
- Eichholz-Drößig (gegründet am 19. Mai 1974)
- Finsterwalde (mit dem Ortsteil Nehesdorf (seit 1925), 1. Januar 1988: Eingliederung der Gemarkung der devastierten Gemeinde Bergheide)
- Fischwasser
- Frankena
  - Friedersdorf b. Doberlug (seit 1. Oktober 1973 Ortsteil von Rückersdorf)
- Friedersdorf b. Brenitz
- Gahro
- Göllnitz
- Goßmar (1. Januar 1978: Eingliederung von Dabern und Pießig in Goßmar)
- Gröbitz
  - Großbahren (1. Juli 1977: Zusammenschluss von Großbahren und Kleinbahren zu Bahren)
- Großkrausnik
- Gruhno
- Hennersdorf
  - Kleinbahren (1. Juli 1977: Zusammenschluss von Großbahren und Kleinbahren zu Bahren)
- Kleinkrausnik
  - Lichtena (seit 19. Mai 1974 Ortsteil von Trebbus)
- Lichterfeld
- Lieskau
- Lindena
- Lindthal (1. Oktober 1973: Eingliederung von Rehain in Lindthal)
- Lugau
- Massen (19. Mai 1974: Eingliederung von Tanneberg)
  - Möllendorf (seit 1. Oktober 1973 Ortsteil von Breitenau)
- Münchhausen (1. Oktober 1973: Eingliederung von Ossak in Münchhausen)
- Nexdorf
- Oppelhain
  - Ossak (seit 1. Oktober 1973 Ortsteil von Münchhausen)
- Pahlsdorf
  - Pießig (seit 1. Januar 1978 Ortsteil von Goßmar)
- Ponnsdorf
- Prießen
  - Rehain (seit 1. Oktober 1973 Ortsteil von Lindthal)
- Rückersdorf (1. Oktober 1973: Eingliederung von Friedersdorf b. Oppelhain in Rückersdorf)
- Sallgast (seit 1. Januar 1933 mit Ortsteil Klingmühl)
- Schacksdorf
- Schadewitz
- Schilda
- Schönborn
- Schönewalde
- Sonnewalde
- Sorno
- Staupitz
  - Tanneberg (seit 19. Mai 1974: Ortsteil von Massen)
- Trebbus (19. Mai 1974: Eingliederung von Lichtena in Trebbus)
- Tröbitz
- Werenzhain
- Zeckerin
  - Zürchel (19. Mai 1974: Eingliederung von Zürchel in Dollenchen)

## Kfz-Kennzeichen
Den Kraftfahrzeugen (mit Ausnahme der Motorräder) und Anhängern wurden von etwa 1974 bis Ende 1990 dreibuchstabige Unterscheidungszeichen, die mit dem Buchstabenpaar ZF begannen, zugewiesen. Die letzte für Motorräder genutzte Kennzeichenserie war ZT 50-01 bis ZT 99-99.
Anfang 1991 erhielt der Landkreis das Unterscheidungszeichen FI. Es wurde bis Ende 1993 ausgegeben. Seit dem 2. April 2013 ist es im Landkreis Elbe-Elster erhältlich (Kennzeichenliberalisierung).